# Pavonia leucantha
Pavonia leucantha là một loài thực vật có hoa trong họ Cẩm quỳ. Loài này được Poepp. ex Garcke mô tả khoa học đầu tiên năm 1881.